# Chedington
Chedington – osada w Anglii, w hrabstwie Dorset. Leży 27 km na północny zachód od miasta Dorchester i 196 km na zachód od Londynu.